# Psykodynamisk insiktsterapi
Psykodynamisk insiktsterapi är en terapiform som syftar till att medvetandegöra förväntningar, primärt i relationer, som kan orsaka känslor av hjälplöshet, hopplöshet och ringhet. Den bygger på humanistisk tradition snarare än naturvetenskaplig tradition, till skillnad från till exempel kognitiv beteendeterapi (KBT).
Terapiformen är ofta lämplig för personer med:
- kroniskt låg självkänsla
- långdragna återkommande problem i relationer
- ett distinkt barndomstrauma

En fördel är om personen har god introspektiv förmåga och uthållighet i relationer. 
Så tidigt som möjligt väljer terapeuten ett fokus på ett specifikt konflikttema. Terapeuten arbetar därefter för att tydliggöra hur patienten vänder aggression mot sig själv istället för att rikta aggressioner mot rimliga objekt. Vidare arbetar man i terapin för att belysa: 
- orimligt uppförstorade fantasier om att bli övergiven
- tankar med innebörd att om patienten blir lämnad eller "går under" om denne hävdar sin rätt eller ställer krav
- patientens tendens att känna skuldkänslor,  se sig som hopplös och ohjälplig fel

Om behandligen pågår under en längre tid kan man i terapin även belysa hur barndomsupplevelser påverkar beteendet. Syftet med terapin är inte att bota utan snarare att nå personlig utveckling.